# Список подводных лодок ВМС Финляндии

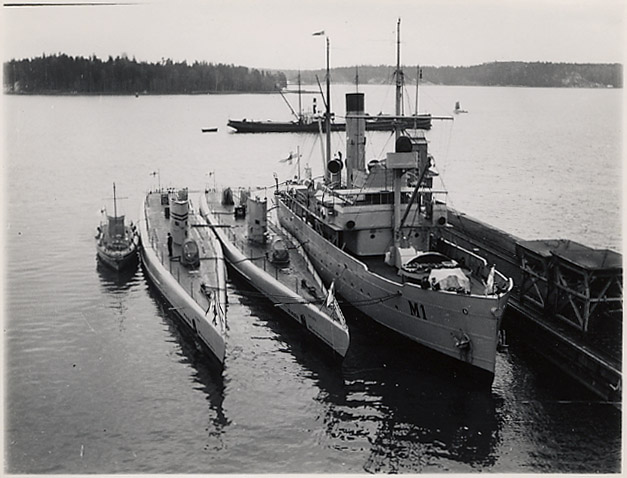
Две подводные лодки типа «Ветехинен» у пирса

Финляндия получила возможность иметь собственный флот вместе с обретением независимости в 1917 году, а уже в 1947 году по условиям советско-финского Парижского мирного договора вхождение подводных лодок в состав ВМС Финляндии было запрещено, и этот запрет не отменён.
Первые две подводные лодки были захвачены в 1918 году после ухода Балтийского флота из Ханко. Включены в состав флота. Планировались восстановление и ввод в строй, в 1929 году разделаны на металл по причине непригодного технического состояния.
За 30 лет в состав военно-морских сил Финляндии входили пять субмарин трёх типов, все они были построены по немецким проектам, все принимали участие в советско-финских войнах, ни одна из этих пяти подлодок не была потеряна.
| Тип             | Название    | Фотография | Период службы         | Основные характеристики                                                              | Описание карьеры |
| --------------- | ----------- | ---------- | --------------------- | ------------------------------------------------------------------------------------ | --- |
| тип «АГ»        | АГ-12       |            | предполагалась с 1918 | 390/520 т; 14,5/10,5 узлов; 32 человека; 4x450-мм ТА; 1x47-мм орудие                 | Захвачены в 1918 году в Ханко, взорванные и полузатопленные. Из четырёх лодок только две были сочтены пригодными к восстановлению, однако и эти планы не были осуществлены. |
| тип «АГ»        | АГ-16       |            | предполагалась с 1918 | 390/520 т; 14,5/10,5 узлов; 32 человека; 4x450-мм ТА; 1x47-мм орудие                 | Захвачены в 1918 году в Ханко, взорванные и полузатопленные. Из четырёх лодок только две были сочтены пригодными к восстановлению, однако и эти планы не были осуществлены. |
| Саукко          | Саукко      |            | июль 1930—1947        | 114/142 т; 7,5/5,7 узлов; 15 человек; 2x450-мм ТА, 12,7-мм пулемёт                   | Предназначалась для службы в Ладожском озере, однако несла дозорную службу в Финском заливе.                                                                                |
| тип «Ветехинен» | «Ветехинен» |            | июнь 1930—1946        | 493/716 т; 12,6/8,5 узлов; 30 человек; 4(2+2)x533-мм ТА, 76-мм орудие; 20-мм орудие. | В 1942 году потопила тараном ПЛ Щ-305. |
| тип «Ветехинен» | «Весихииси» |            | август 1930—1946      | 493/716 т; 12,6/8,5 узлов; 30 человек; 4(2+2)x533-мм ТА, 76-мм орудие; 20-мм орудие. | В 1942 году торпедировала ПЛ С-7. |
| тип «Ветехинен» | «Ику-Турсо» |            | май 1931—1946         | 493/716 т; 12,6/8,5 узлов; 30 человек; 4(2+2)x533-мм ТА, 76-мм орудие; 20-мм орудие. | В 1942 году безуспешно атаковала Щ-307, в некоторых источниках эта атака указывается как потопление Щ-320.                                                                  |
| Весикко         | Весикко     |            | май 1933—1946         | 254/303 т; 13/8 узлов; 32 человека; 3x533-мм ТА, 20-мм орудие                        | Несла службу в Финском заливе. В 1939 году выходила в атаки на крейсер «Киров» и линкор «Марат», в 1941 году атаковала транспорт «Выборг». Сохранена как музей.             |